# Старі шахти Курахівки
Старі шахти Курахівки працювали в районі села Зоряне Мар'їнського району (колишня Курахівка), смт Курахівка і смт Гостре Селидівської міськради в першій половині XIX — середині ХХ сторіччя. Станом на 2017 рік переважна більшість із них не функціонує.
Перші відомості про розробку вугілля в Курахівці (нинішнє село Зорине Мар’їнського району) селянськими шахтами датовані 1834 роком. Автор відповідного звіту — штабс-капітан А. В. Гурьєв. Тут розробляли кустарним способом пласт m2 потужністю 0,5—0,6 м. Проте, перший досвід пошуку вугілля в цих місцях був невдалим, — розвідувальні роботи перервалися на півтора десятиліття і були поновлені лише в 1849 році.

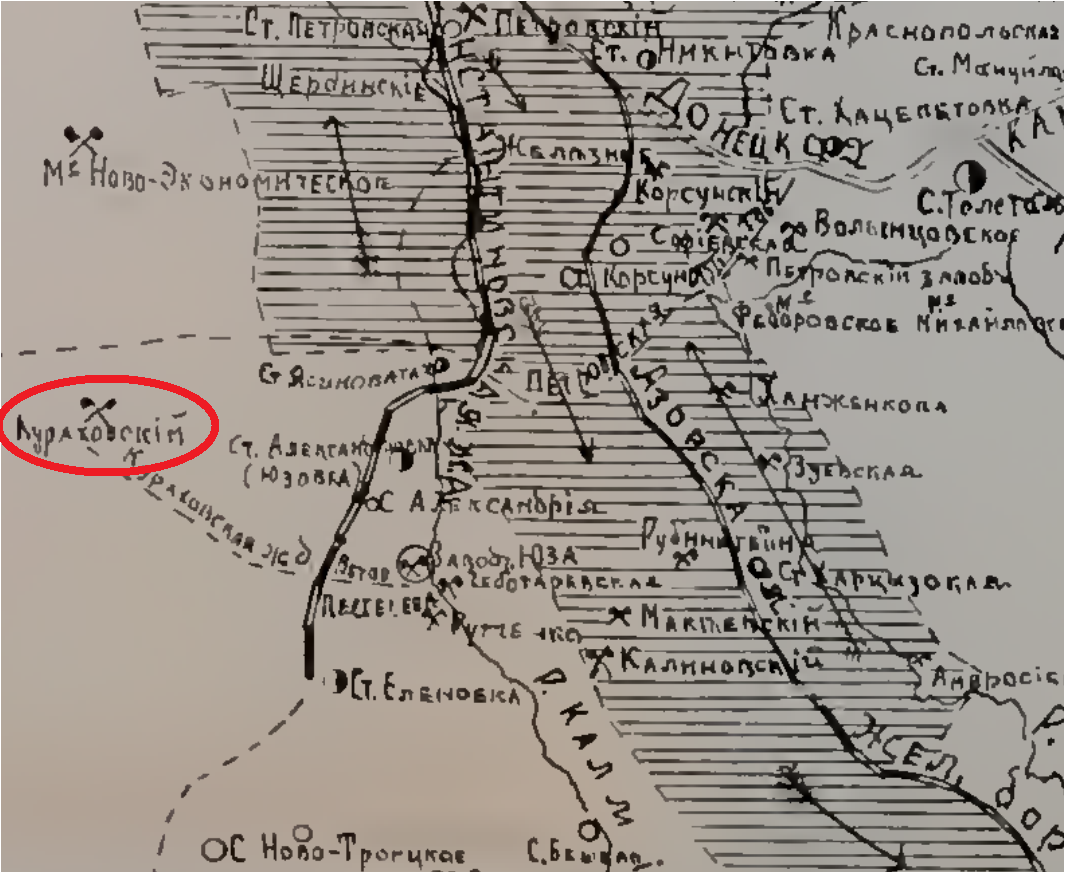
Курахівська копальня генерала Шабельського на схемі П. І. Фоміна

Згідно з даними «Військово-статистичного огляду Російської імперії» за 1850 рік, пласти кам'яного вугілля були виявлені і розроблялися «при селі Курахівка (поміщика Шабельського), в балці, що впадає в річку Вовчу — 3 фути 6 дюймів». Причому, за станом на 1850 рік, збут вугілля Курахівського рудника поміщика М. І. Шабельского відбувався переважно в навколишніх селищах або всередині губернії, — через брак поблизу залізниць і судноплавних річок. Краєзнавці Курахівки вважають, що першою шахтою рудника Шабельського була «Мар’їна копальня», залишки сполучення ствола якої із поверхнею чудово збереглися західніше Зоряного.
Згідно із документами 60-х — початку 70-х років позаминулого століття, продуктивність рудника М. І. Шабельського в Курахівці не перевищувала 80 тис. пудів на рік. В 50-х — 60-х роках на пласт вугілля, що спікається, потужністю до 0,9 м, вийшли 2 шахти — 17 і 30 метрів завглибшки. Перша шахта була швидко відпрацьована і законсервована. Станом на 1872 рік на руднику — вже 3 шахти, які розробляли 3 вугільних пласти потужністю 0,7—0,9 м. Спуск-підйом вугілля і людей, а також водовідлив здійснювався в баддях за допомогою кінного ворота. Середня кількість працівників — 18 чоловік. Через відсутність поблизу залізниць і судноплавних річок вугілля практично не потрапляло на зовнішній ринок — в основному збувалося на місці, — до винокурень, кузень і парових молотарок. Ціна вугілля в Курахівці складала від 6 (на 1869 рік) до 10—12 коп. (на 1872 рік) за пуд. Іноді вугілля гужом відправляли до Маріуполя, де продавали за 16 коп. за пуд (дані за 1869 рік) для домашнього опалення. «Взагалі, все обладнано погано і неблагонадійно», — писав полковник корпусу гірничих інженерів А. Б. Іваницький.
За рекомендацією гірничого інженера О. А. Ауербаха, в 1872 році надрами Курахівки зацікавилося французьке гірничопромислове товариство на півдні Росії, яке в 1873 році викупило у поміщика М. І. Шабельського землю під Кураховский рудник, в 1874 році домоглося права експлуатувати місцеве вугільне родовище, і в 1874—1875 роках приступило до будівництва залізничної під'їзної гілки широкої колії від станції Руднична (Рутченкове) Костянтинівської залізниці протяжністю 24 версти. До 1876 року в Курахівці було відкрито вугленавантажувальну станцію, локомотивне депо, механічні майстерні та телеграф. Через річку Вовча було обладнано капітальний залізничний міст, який зруйнували лише в роки Другої світової війни. До мосту з обох боків йшов високий насип (залишки збереглися досі), де й уклали залізницю. Місцеві називали під’їзну колію до рудника «чугункою», а місце, де колія перетинала річку Вовча, — «канавою».
Одночасно з облаштуванням залізниці гірниче і промислове товариство на півдні Росії приступило до облаштування капітального рудника в Курахівці. Треба сказати, що товариство діяло на свій острах і ризик, оскільки користувалося недостатніми даними про місцеве родовище вугілля. Так чи інакше, до 1876 року рудник був готовий, а вугілля почали видобувати ще раніше — як з нових шахт, так й зі старих. Ще в першому півріччі 1874 року товариство видало на-гора 135 тис. пудів полум’яного вугілля. Тоді розроблявся один пласт вугілля (№ 5), а новими шахтами передбачалося розкрити ще 3 пласти (№№ 2, 3, 4). Для якомога скорішого початку роботи нової копальні («невеличкий рудник для попереднього видобутку вугілля»), було проведено похилу шахту довжиною до 60 сажнів, з кутом ухилу 17°. Шахту було обладнано 12-сильним локомобілем. На старій шахті було встановлено парову машину потужністю 30 кінських сил. Крім того, для розкриття нових горизонтів 80 і 100 сажнів шахтами «Софія» й «Надія», було замовлено у Франції парові машини потужністю 40 і 120 к. с. Під час проходки нових шахт водовідлив здійснювався баддями і кінним воротом; згодом передбачалося встановити парову машину потужністю 12 к. с. Для роботи на капітальному руднику передбачалося залучити до 150—200 інженерів і робітників.
Станом на 1876 рік, коли було відкрито Рутченковсько-Курахівську під’їзну колію, витрати на рудник і залізницю склали близько 1 млн золотих карбованців. Однак вугілля, що видобувалося на Курахівському руднику, згідно з офіційною версією, виявилося низької якості, і під'їзна колія, пропрацювавши 5 місяців, забезпечила відправку не більше 3 маршрутів, після чого була покинута і демонтована. Вуглевидобуток на копальні призупинили, а саму копальню законсервували разом із колією. Сумарні збитки гірничого і промислового товариства на півдні Росії в Курахівці сягнули позначки 25 млн франків. Обставини Курахівської катастрофи французького товариства, а особливо — її причини, досі залишаються не до кінця вивченими. Катастрофі передував внутрішній конфлікт у правлінні товариства — О. А. Ауербах, в знак протесту на призупинення товариством фінансування Курахівського проекту, покинув правління. Спроби товариства включити вже збудовану колію в склад Західно-Донецької залізниці також успіху не мали, і після 1882 року Курахівка запустувала. Як колись сказав інженер В. І. Іславін стосовно Курахівського рудника французького товариства, «Всі ці починання, звичайно, дуже корисні, але за великим розмірам своїм мимоволі змушують задуматися».
Станом на 90-ті роки XIX століття в Курахівці розташовувалися перспективні вугільні площі («дачі») гірничого і промислового товариства на півдні Росії, Олексіївського гірничопромислового товариства тощо. Імовірно, працювали й дрібні селянські шахти. Коли у 1899 році на розгляд гірничопромисловців було представлено проект нової Курахівської залізниці, район Курахівки значився як перспективний, із можливістю швидкого відновлення вуглевидобутку. Саме гірниче і промислове товариство на півдні Росії брало на себе зобов’язання, в разі відкриття нової залізниці, швидко наростити вуглевидобуток до 12 млн пудів вугілля щорічно. Втім, Міністерство шляхів сполучення наполягало на досягненні такого видобутку протягом першого року експлуатації нової залізниці, і головне — як мінімального відвантаження з рудника. За відхилення обсягів відвантаження в меншу сторону гірничому і промисловому товариству мали присуджуватися чималі штрафи. Вирішення питання відновлення постійного промислового вуглевидобутку в Курахівці відсунули ще на десятиріччя.
Нові спроби налагодити промисловий вуглевидобуток в Курахівці пов’язані з ім’ям промисловця і землевласника В. І. Карпова. Як гласний земських зборів різноманітного рівня, а пізніше~член Державної Ради, В. І. Карпов постійно порушує питання облаштування Курахівського вугільного родовища під’їзними коліями, і не «заради того, щоб вони були». Маючи землі в Бахмутському повіті, Карпови не з чуток знали про мінеральні багатства тамтешніх надр. Як відомо, без адекватних під’їзних колій неможливий і промисловий вуглевидобуток на руднику. Братам В. І.та К. І. Карповим належали декілька шахт середньої продуктивності в районі Красногорівки і Курахівки. Найбільш відомим промисловцем був таємний радник (дані на 1917 рік) В. І. Карпов, якого в Селидовому прийнято вважати ледь не будівельником залізниці Рутченкове — Гришине. І якщо останнє твердження не витримує жодної критики, у справі вуглевидобутку В. І. Карпов зміг наблизити такий в Курахівці до рівня промислового.
Софіївська копальня В. І. Карпова була відкрита в 1907 році. За офіційними статистичними даними, копальня знаходилася в маєтку «Софія» поблизу Курахівки, але територіально вона була ближчою до села Старомихайлівка (7 верст), через яке тримало поштовий зв’язок із зовнішнім світом. В сучасному розумінні — це північна частина міста Красногорівка і відповідні околиці. Вугілля відправляли гужом на станції Желанна (не менше 25 верст) і Рутченкове (22 версти). Управляючим на руднику був Я. Л. Карнаухов. Видобували полум’яне вугілля. На копальні була 1 підйомна шахта, обладнана кінним воротом. Тобто, типова напівкустарна шахта.
За даними на 1909 рік, продуктивність Софіївської копальні В. І. Карпова сягнула вище 500 тис. пудів на рік, видобуток вугілля забезпечували 20 чоловік. У 1910 році, згідно зі звітом начальника гірничого управління південної Росії, на шахті видобули лише 200 тис. пудів, а на 1911 рік встановили видобувну здатність у 400 тис. пудів. Втім, у 1911 році також більше 200 тис. пудів видати тут не спромоглися. Кількість працівників зменшилася до 12 чоловік. А в статистичному звіті Ради З’їзду гірничопромисловців півдня Росії за 1911 рік копальня В. І. Карпова взагалі фігурує з поміткою «робити не буде».
Проте, з 1913 року у звітах начальника гірничого управління південної Росії фігурує Курахівська копальня В. І. Карпова. В принципі, це був дубль попередньої копальні, — Курахівську копальню відкрили замість Софіївської після закриття останньої, — оскільки за 1913 рік з Курахівки В. І. Карпов видав 237 тис. пудів вугілля, а видобувна здатність на 1914 рік навіть не встановлювалася. На копальні працювали 30 чоловік, підйом здійснювався кінним воротом з 1 шахти. Глибина шахти складала 34 м, потужність пласту — 0,7 м. У 1914 році працювали 16 чоловік, видобули 257 тисяч пудів, а на 1915 рік встановили видобувну здатність у 600 тис. пудів. У 1915 році на копальні функціонували вже 2 підйомні шахти, працювали 37 чоловік, і видобули 411 тис. пудів вугілля, при видобувній здатності на 1916 рік 900 тис. пудів.
З 1915 року ця копальня В. І. Карпова фігурує в статистичних звітах Ради З’їзду гірничопромисловців півдня Росії, а це — запорука того, що постійний вуглевидобуток у значних обсягах тут було налагоджено. Що стосується під’їзних шляхів, до 1916 року вугілля відправляли гужом до станцій Гришине (Покровськ) і Желанна, з 1915 року, теоретично, могли користуватися станціями Роя й Селидівка лінії Рутченкове — Гришине, де відкрився тимчасовий рух. У січні 1917 року відкрився постійний рух колією Рутченкове — Гришине, і найближчим до Курахівки в топографічному плані виявився роз’їзд Цукуриха. Колію від останнього роздільного пункту до Курахівки побудували восени 1918 року, коли видобуток на копальнях зійшов нанівець.
Існували в Курахівці й інші кустарні та напівкустарні вуглекопальні. Станом на 1913 рік на Георгіївській копальні братів І. й А. Чечіків і Я. Радіна, де працювали 40 чоловік, було видобуто лише 12 тис. пудів вугілля. Це були, скоріш за все, розвідувальні шахти й шурфи. Тим часом, на ділянці вуглекопальні йшла інтенсивна розвідка, був відкритий вугільний пласт потужністю 0,5—0,6 м. Цим і пояснюється велика кількість робітників при занадто малій продуктивності шахти. Територіально — це на південний схід від нині закритої станції Гострий лінії Рутченкове — Покровськ.
Копальня К. К. Кагермасова (Кагермаза, Каргамасова) при видобувній здатності 0,6 млн пудів, де працювали 27 робочих, видала 188 тис. пудів вугілля. Видобувна здатність і запланований видобуток вугілля на копальні К. К. Кагермасова на 1916 рік становили 0,5 млн пудів вугілля. Шахта перебувала на території Голицинівської волості; там же знаходився й глиняний кар'єр («глинище») К. К. Кагермасова, де 23 працівники добули 0,208 млн пудів вогнетривкої глини. Свої кар’єри в районі Курахівки і Галицинівки були й у В. І. Карпова.
В 1915 році в районі споруджуваної станції Курахівка і відповідної під'їзної лінії, що примикає до Цукурихи, знаходилася 1 шахта Вовчанського рудника В. М. Федоровского. В поточному році, при 10 робочих і 0,5 млн пудів видобувної здатності, копальня видала 26 тис. пудів вугілля. В 1916 році видобувна здатність рудника була встановлена на позначці 1,8 млн пудів на рік (в 1916 році припускали видати 1,5 млн пудів, в першому півріччі 1917 року — 320 тис. пудів вугілля).
Копальню К. І. Карпова («Костянтинівсько-Карповські копальні») було закладено в 1914 році. Вже в 1915 році копальня, при 32 робочих і 150 тис. пудів на рік видобувної здатності, дала 148 тис. пудів вугілля. Показники роботи копальні вселяли оптимізм у її господарів, і на наступний рік тут планували видобувати вже 500 тис. пудів вугілля. В 1916 році видобувну здатність копальні було збільшено до 1 млн пудів на рік. Територіально копальня знаходилася в районі нині закритої станції Гострий, — імовірно, на північний захід від станційних колій, в долині річки Вовча. Станом на 1917 рік до рудника планувалося будівництво приватної під’їзної колії.
О. О. Гапєєв вказує також на численні селянські шахти на березі річки Вовчої між Іллінкою й Курахівкою, західніше так званої «Гадючої гори»: Ісламова, Литвиненка, Маслова (з 1912 року), Попето В. (20-ті роки ХХ століття), Придатька, Солодея. Крім того, по списках 1924 року при станції Курахівка числяться шахти Білоусова, Болощенко, Венгеровського, Дерака, Дерека, Житлєва, Золотарьова, Зюбана, Зюбанова, Криштена, Любака, Масла, Матченка, Мирошниченка, Пархоменка, Перуна, Полуюхти, Старенченка, Щекотихіна. Станом на 1923—1924 роки при станції Курахівка діяли Курахівський рудник (УДКП, Селидівський кущ), а також шахти Венгеровського, Дерека, Масла, Матченка, Мирошниченка, Пархоменка, Старенченка. Глибина вказаних шахт рідко перевищувала 20 метрів, а пласти, що розроблялися, були надтонкими й тонкими.
Так, шахта Попето в районі «Гадючої гори» глибиною 13,5 метрів розробляла пласт вугілля потужністю 0,55 м, шахта Солодея глибиною 14 метрів — той самий пласт потужністю 0,5 м, шахта Придатька глибиною 9,5 метри — пласт потужністю 0,7 м. Шахта Ісламова знаходилася західніше Курахівки, майже на межі із землею селян Селидівки, і розробляла пласт вугілля потужністю 0,5 м на глибині 17,5 метри. Шахта Масла в 1924 році розробляла пласт вугілля потужністю 0,6—0,7 м на глибині майже 28 метрів. Копальня М. С. Старенченка (2 шахти) при видобувній здатності в 100 тис. пудів видала на-гора в 1910 році 80 тис. пудів вугілля (8 робочих), в 1911 році — 50 пудів (10 підземних робочих). В 1913 році на копальні (вже 1 шахта) було встановлено видобувну здатність у 200 тис. пудів, однак видобуток вугілля при цьому істотно не зріс та становив лише 85 пудів (при 20 робочих).
Вже наприкінці 20-х — на початку 30-х років у Курахівці почали відкривати великі шахти, які мали загальну назву «Курахівка». Найбільш відомі з них — №№ 10, 38/119/Д (або ж просто № 38), 40, 42, 43. Шахту № 38, наприклад, в 30-х роках законсервували як нерентабельну, а потім — розконсервували (тобто, збудували наново). Після війни по Цукуриному числиться шахта № 105. Шахта № 40 «Гірник» закривалася в 90-х роках і розконсервувалася в 2000-х. А шахта № 42 працює донині. В районі закритої станції Гострий працювали шахти № 1—2 «Гострий» і «Гнилушанська».